# Socket 5
Socket 5 — роз'єм для мікропроцесорів призначений для установки другого покоління процесорів Intel Pentium (ядра P54C та P54CS), що працюють на частотах від 75 до 133 Мгц. Він також підтримує процесори Pentium MMX (лише із спеціальним адаптером) та деякі процесори Pentium Overdrive. Є першим сокетом, контакти на якому розташовані у шаховому порядку (тип корпусу SPGA), що дозволило зменшити відстань між сусідніми контактами. Контакти розташовані на матриці у 5 рядів, загальна кількість контактів — 320. Напруга живлення — 3,3 В. Socket 5 був згодом замінений роз'ємом Socket 7.